# Divodurum Mediomatricorum
Divodurum Mediomatricorum este numele roman, de origine celtică, care desemna actualul oraș francez Metz, în Antichitate.
Centru de reședință și oppidum al mediomatricilor, Divodurum este situat la confluența Moselei cu râul Seille, pe actualul deal cunoscut sub numele de colina Sainte-Croix (în română Sfânta Cruce).

## Etimologie
Tacitus este primul autor cunoscut care a citat oppidumul în propoziția 
„ Diuoduri Mediomatricorum id oppidum est”
, în română Divodurum este locul întărit al Mediomatricilor.
Compus din elemente celtice bine cunoscute: divo- „divinitate” și duro- „piață”, „forum”, latinizat în durum.
Divodurum era oppidumul (oraș fortificat), centru de reședință al galilor pe care Caesar îi denumea Mediomatrici. Pe Tabula Peutingeriana (copie medievală a unei hărți militare romane din secolele al II-lea și al III-lea), orașul este desemnat în raport cu cetatea al cărui centru de reședință era: în latină Divodurum Mediomatricorum, (în română, Divodurum al Mediomatricilor) .
În secolele al IV-lea și al V-lea, se produce o schimbare importantă: numele orașelor se estompează și nu subsistă decât numele poporului care constituia cetatea. Ammianus Marcelinus numește orașul, în latină Mediomatrici  sau, tot în latină Civitas Mediomatricorum. 
Forma modernă apare puțin după aceea, în secolul al V-lea : Mettis, de unde, prin evoluție fonetică s-a ajuns la forma actuală Metz.

## Istorie
Orașul se întindea  de la Pontiffroy în nord până în cartierul Amfiteatrului în sud, din secolul I până în secolul al III-lea. Drumul roman Metz-Mainz lega Divodurum Mediomatricorum cu Mogontiacum. 

## Culte

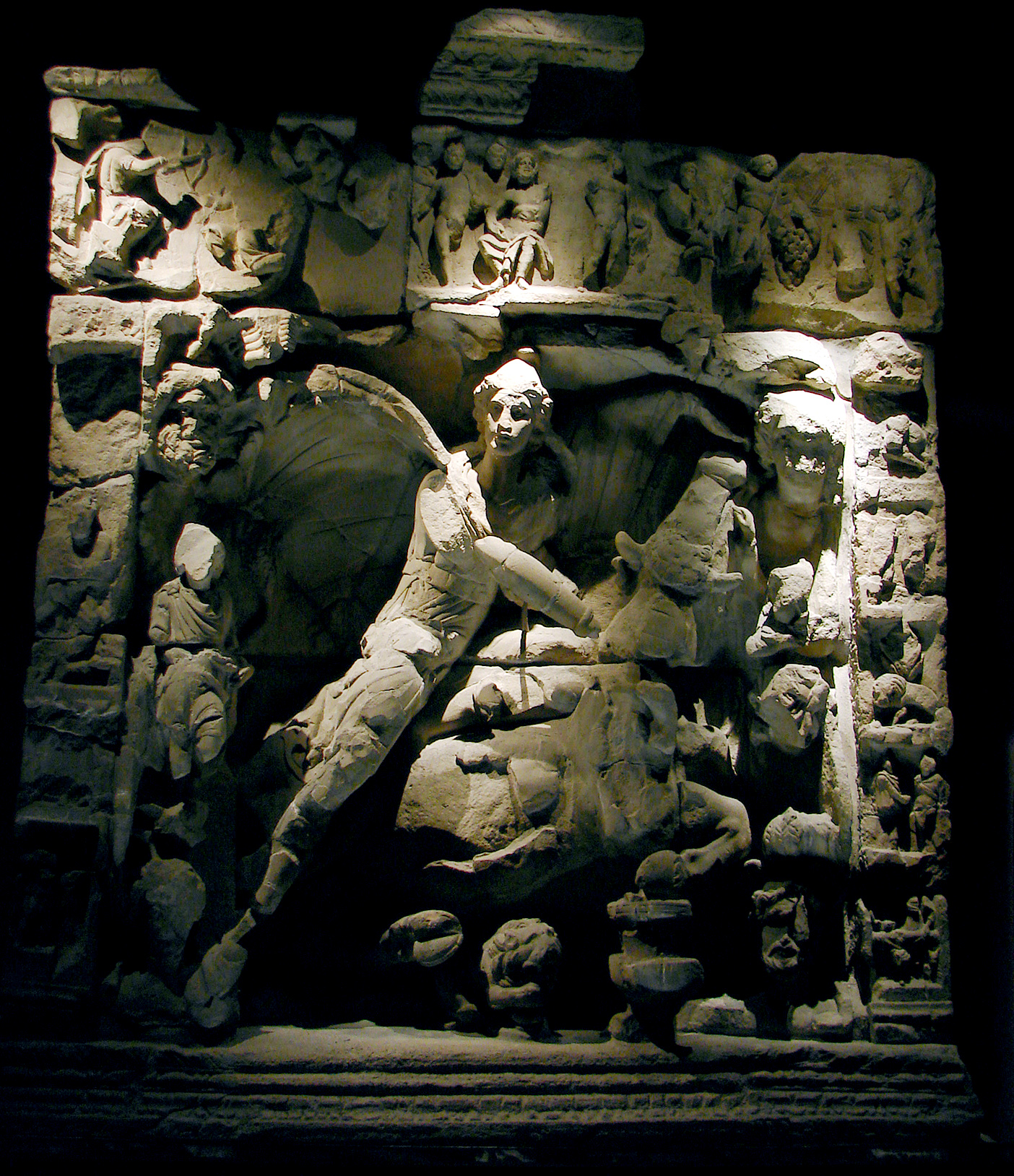
Basorelief al mithraeum galo-roman găsit la Sarrebourg și păstrat în Muzeele din Metz.

Arheologii au descoperit, în cursul lucrărilor de reconstrucție a parcării din Place de la République, o bucată dintr-un altar legat de cultul, unic în Franța, dedicat zeiței Cybele. Este vorba despre o mărturie importantă privitoare la diversitatea vieții religioase la Metz, în epoca romană. Piatra zeiței Cybele s-a adăugat Muzeelor Curții de Aur, în compania zeilor Mithra și Isis, și ei celebrați odinioară în regiune.